# チオ硫酸塩

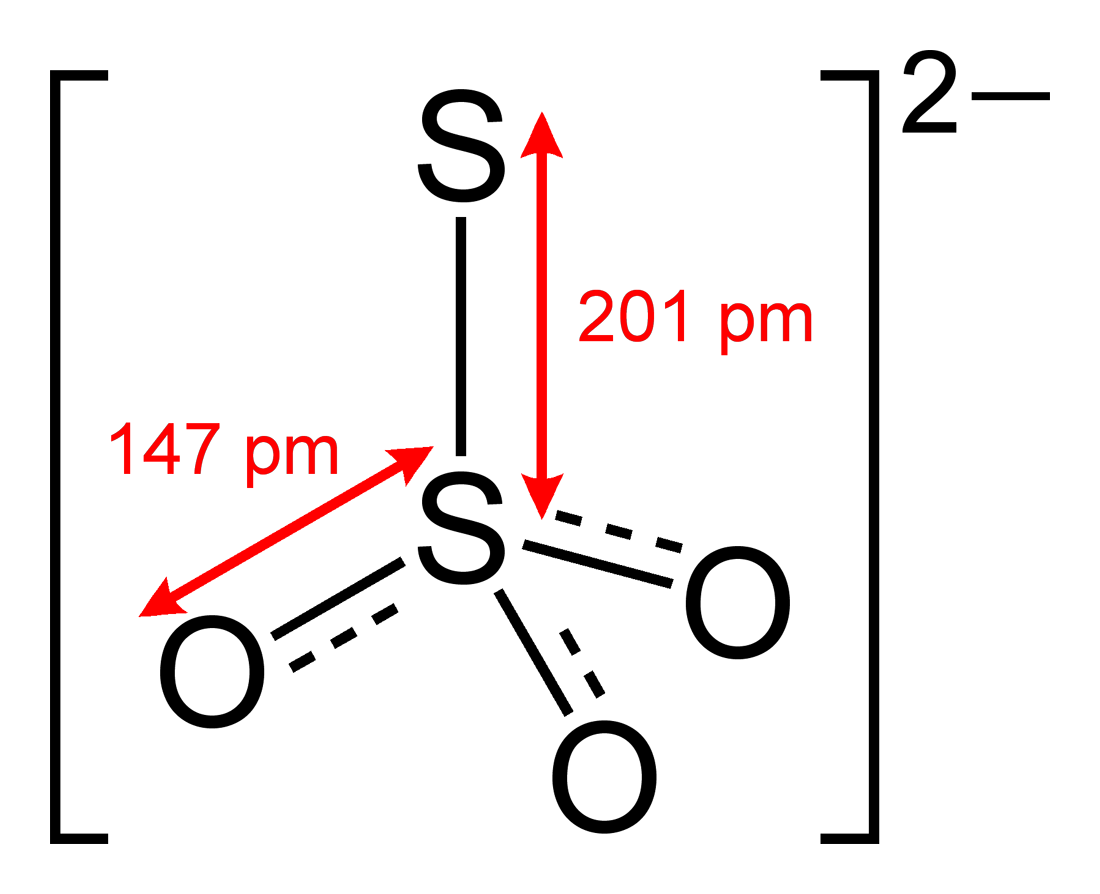
チオ硫酸イオンの構造式

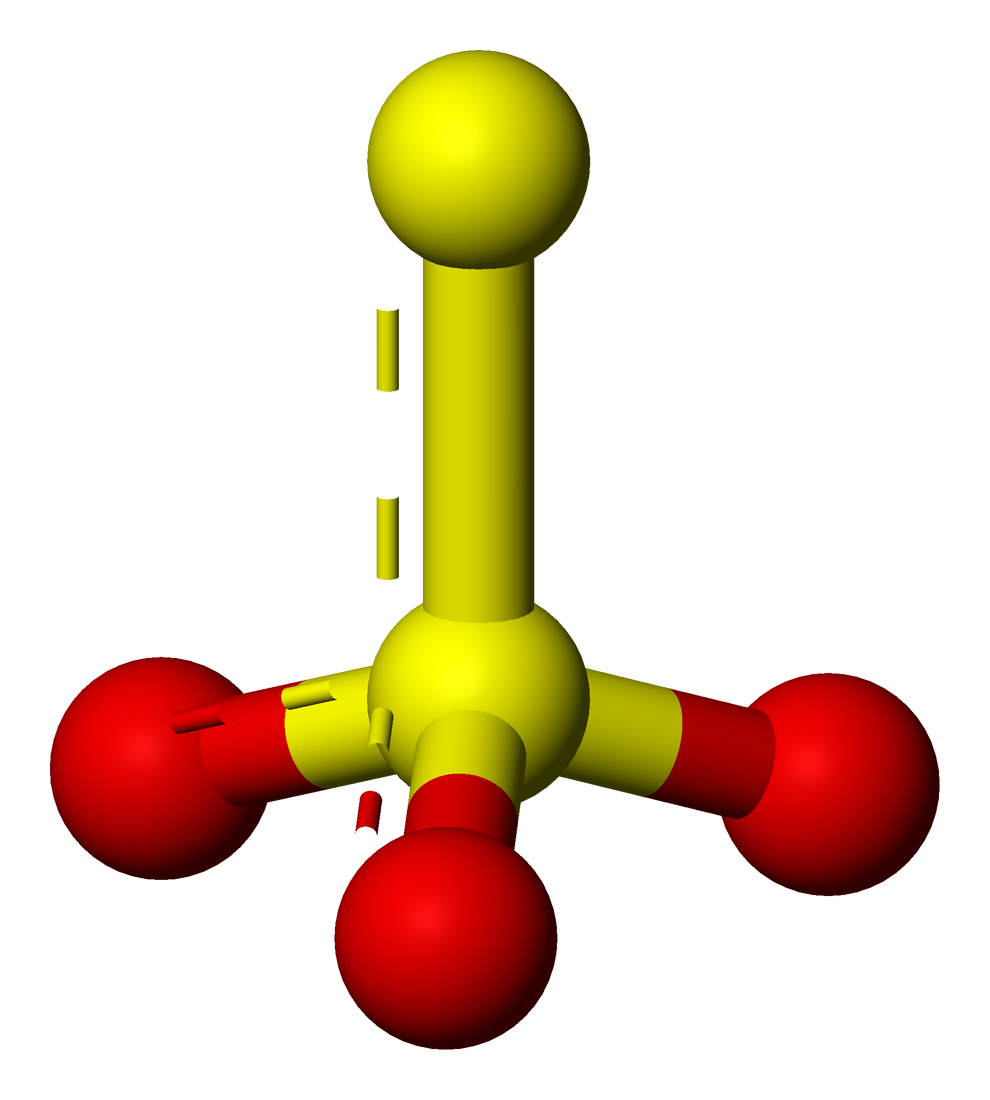
チオ硫酸イオンの球棒モデル

チオ硫酸塩（チオりゅうさんえん、英: thiosulfate）は、硫黄のオキソアニオン、チオ硫酸イオン S2O32- を含む塩である。接頭辞「チオ」は、硫酸イオンの酸素原子が硫黄原子で置換されたものであることを示している。チオ硫酸塩は自然に存在し、ある特定の生化学的プロセスによって生成される。銀鉱石の精錬、皮革製品の製造、繊維への染料の定着などに使われる。また、チオ硫酸ナトリウムは写真撮影においてハイポと呼ばれ、現像後の白黒ネガの定着剤として用いられた。今は3〜4倍速く反応する「迅速定着剤」としてチオ硫酸アンモニウムが使われている。いくつかのバクテリアはチオ硫酸塩を代謝することができる。

## 生成
チオ硫酸塩は、亜硫酸塩と単体の硫黄との反応によって生成される。

## 反応
チオ硫酸塩は、酸性溶液中では硫黄と亜硫酸が脱水した二酸化硫黄に分解するため、不安定である。
S2O32− (aq) + 2 H+ (aq) → SO2 (g) + S (s) + H2O
この反応では硫黄の水懸濁液が生成し、これは物理学での光のレイリー散乱の実演に用いられることもある。この懸濁液に白色光を上から当てると青い光が見られ、横から当てるとオレンジ色の光が見られる。これは空の正午と夕方での色の違いと同じメカニズムに起因している。
チオ硫酸塩はハロゲンごとに反応が異なる。これはハロゲンの酸化力が周期を下がるにつれて減少することに起因している。
S2O32− (aq) + 2 Cl2 (aq) + 5 H2O (l) → 2 SO42− (aq) + 4 Cl− (aq) + 10 H+ (aq)
S2O32− (aq) + 2 Br2 (aq) + 5 H2O (l) → 2 SO42− (aq) + 4 Br− (aq) + 10 H+ (aq)
2 S2O32− (aq) + I2 (aq) → S4O62− (aq) + 2 I− (aq)
チオ硫酸塩は金属を素早く腐食する。鋼やステンレス鋼は、チオ硫酸塩によって誘発される孔食に極めて敏感である。ステンレス鋼の孔食に対する耐性を向上させるために、モリブデンの添加 (AISI 316L hMo) が必要となる。
チオ硫酸塩は、しばしば硫化物の不完全な酸化（黄鉄鉱酸化）や、硫酸塩の部分的な還元（クラフト紙製造）などによっても生成する。チオ硫酸塩の天然での発生は、実質的に非常に稀な鉱物シドピーターサイト Pb4(S2O3)O2(OH)2 に限定されている。現在は、鉱物バーゼンノーバイトでこのアニオンの存在が議論されている。

## 命名法
付加命名法でのIUPAC組織名はトリオキシドスルフィド硫酸(2-) trioxidosulfidosulfate(2-) で、対応する酸の名称はジヒドロキシドオキシドスルフィド硫黄 dihydroxidooxidosulﬁdosulfur である。